# Нитрат кобальта(III)
Нитрат кобальта(III) — неорганическое соединение,
соль кобальта и азотной кислоты с формулой Co(NO3)3,
зелёные кристаллы,
растворяется в воде,
образует кристаллогидраты.

## Получение
- Реакция оксида азота(V) и фторида кобальта(III).

## Физические свойства
Нитрат кобальта(III) образует зелёные гигроскопичные кристаллы
триклинной сингонии,
пространственная группа P 1,
параметры ячейки a = 0,567 нм, b = 0,744 нм, c = 0,833 нм, α = 103,7°, β = 102,1°, γ = 106,7°, Z = 2.
Растворяется в воде с разложением,
растворяется в хлороформе.
Образует кристаллогидрат состава Co(NO3)3•6H2O.
Сублимирует в вакууме.

## Химические свойства
- Разлагается в воде с выделением кислорода.
- Бурно реагирует с органическими растворителями.